# Rudolf von Roman (General)

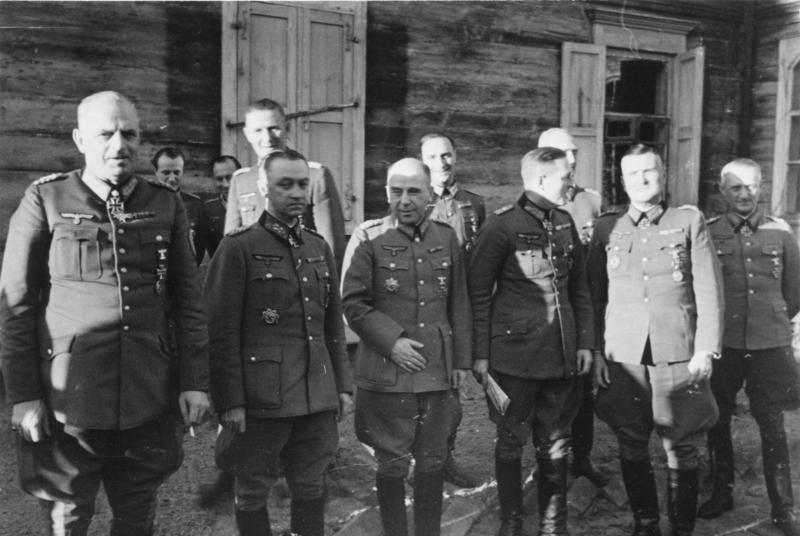
Rudolf Freiherr von Roman (2.v.r.; 1944)

Rudolf Ernst Philipp August Joachim Freiherr von Roman (* 19. November 1893 in Bayreuth; † 18. Februar 1970 in Schernau) war ein deutscher General der Artillerie im Zweiten Weltkrieg.

## Leben

### Herkunft
Rudolf entstammte der hugenottischen Familie Roman, die am 17. September 1819 in der Freiherrnklasse des Königreichs Bayern immatrikuliert wurde. Er war der Sohn des ehemaligen Regierungspräsidenten für Oberfranken Rudolph von Roman zu Schernau und dessen zweiten Ehefrau Nikola, geborene von Thun (* 1849).

### Militärkarriere
Roman erwarb 1912 sein Abitur am Gymnasium Bayreuth und trat als Fahnenjunker in die Bayerische Armee ein. Mit Ausbruch des Ersten Weltkrieges wurde er am 1. August 1914 Leutnant im 6. Feldartillerie-Regiment „Prinz Ferdinand von Bourbon, Herzog von Calabrien“, das an der Westfront zum Einsatz kam. Ausgezeichnet mit beiden Klassen des Eisernen Kreuzes sowie dem Verwundetenabzeichen in Schwarz trat Roman nach dem Krieg in ein Freikorps ein. Von dort wechselte er in die Reichswehr und diente in verschiedenen Verbänden. In der Wehrmacht versetzte man den am 1. August 1936 zum Oberstleutnant beförderten Offizier (Oberst 1. März 1939) zum 1. Januar 1937 in das Oberkommando des Heeres, wo er mit einer kurzen Unterbrechung vom 1. bis 23. September 1939, in der er das Artillerieregiment 10 zu Beginn des Zweiten Weltkriegs beim Überfall auf Polen führte, bis zum 31. Oktober 1939 im Artilleriewesen eingesetzt war.
Am 1. November 1939 wurde Roman Kommandeur des Artillerieregiments 17 der 17. Infanterie-Division und führte dieses im Westfeldzug gegen Frankreich. Mit dem 15. November 1940 wurde er zum Artilleriekommandeur (Arko) 3 beim III. Armeekorps (mot.) ernannt und beteiligte sich am Krieg gegen die Sowjetunion. Dort übernahm er am 1. Dezember 1941 die Führung der 35. Infanterie-Division, nachdem er zuvor, am 1. September 1941, seine Beförderung zum Generalmajor erhalten hatte. Am 10. September 1942 beauftragte man ihn mit der Führung des XX. Armeekorps und beförderte Roman am 1. Oktober 1942 zum Generalleutnant sowie bereits am 1. November 1942 zum General der Artillerie. In dieser Stellung erhielt Roman am 28. Oktober 1943 das Eichenlaub zum Ritterkreuz des Eisernen Kreuzes (313. Verleihung) Unterbrochen von zwei Heimaturlauben im Februar/März 1943 und Dezember 1943/Januar 1944 behielt er als Kommandierender General die Führung dieses Korps bis zum 1. April 1945 bei. Nach der fast vollständigen Vernichtung der dem Armeekorps unterstellten Einheiten im Kessel von Heiligenbeil in Ostpreußen wurde das Generalkommando über See nach Swinemünde verlegt, wo Roman die Führung abgab und bis Kriegsende nicht mehr verwendet wurde.
Anfang Mai 1945 geriet Roman in amerikanische Gefangenschaft, aus der er im Juni 1947 wieder entlassen wurde.
Rudolf von Roman starb 1970 in Schernau bei Dettelbach in Bayern, wo die Familie mit dem schlichten Schloss Schernau seit dem 18. Jahrhundert noch heute einen Rittersitz genannten Adelssitz besitzt.